# Yutaka Katayama
Yutaka Katayama, geboren als Yutaka Asoh (Hamamatsu, 15 september 1909 – Tokio, 19 februari 2015) was een Japans zakenman die aan het hoofd stond van Nissan Motor.

## Biografie
Asoh werd geboren in 1909 in Hamamatsu, Shizuoka. In 1935 studeerde hij af en ging aan de slag bij Nissan. Hij trouwde in 1937 met Masako Katayama, wier achternaam hij aannam. Het echtpaar kreeg 4 kinderen samen, twee zonen en twee dochters. In 1960 werd Katayama de eerste bedrijfsleider van Nissan in de Verenigde Staten. Hij introduceerde onder meer de Datsun 280Z op de Amerikaanse markt. In 1977 ging hij met pensioen.
Katayama overleed in 2015 op 105-jarige leeftijd. Zijn zoon, Hiroshi Katayama, werd een bekende voetballer die brons behaalde met het Japans voetbalelftal op de Olympische Zomerspelen 1968.